# 桃園市立興南國民中學
桃園市立興南國民中學（Hsing Nan Junior High School），簡稱興南國中，位於臺灣桃園市中壢區的國民中學。鄰近中壢殯葬區，校園與火葬場毗鄰而居，且校區地勢低窪易遭水患，以致多年來遷校爭議不斷。

## 校史沿革
於1970年12月22日籌備成立。1971年春，由桃園縣政府會同中壢市公所，先後收購中壢市水尾里育英路土地，即興南國中現址。創校之初僅有8間教室。
其校址原是一片窪地，填土後興建校舍，惟地勢仍低於附近民宅，且排水系統不良，毎逢大雨即遭水患，雨後污水淤積不退，曾有「黑龍江」之戲稱。  前校長顏世偉任內，為解決操場淹水問題，將大操場填高，形成操場高於教室，司令台低於操場的特殊景觀，日久師生遂不以為怪。2004年8月受颱風海馬侵襲，洪水淹沒教室、辦公室，水深達1公尺多。為解決水淹之苦，前校長洪靜芳遂編列校內預算，於1樓各處室門口設置防洪閘門，每遇大雨特報發佈即放下閘門，藉以阻絕水淹，近年來淹水問題已逐漸解決。
因校址緊鄰殯葬專區，多年來受殯葬隊伍樂隊噪音干擾，再加附近火葬場設備簡陋，屍臭味、火化產生的落塵都會飄進校園，俱影響教育品質。2002年中央殯葬管理條例、2004年地方民俗噪音管制專案一一頒布施行，送殯隊伍進入校區周邊道路後必須依規停止一切音響，噪音污染問題獲得紓解。而自2004年火葬場火化爐翻新改採電腦全自動控制後，空氣污染才見改善。
在歷任校長、師生及社區家長的努力經營下，頗具規模。在硬體設備方面，擁有兩棟教學大樓、一棟藝能大樓、特教中心、大操場、活動中心及午餐/廚房，校地寬廣，整齊劃一，加上環境綠化美化工作持續進行；2009年暑假，原風雨操場正進行施工，將規劃為學校綠化中庭。
九十八學年度上學期（2009年），風雨操場拆除暨綠化美化工程正式完工。

### 學制演變
- 1970年：12月22日成立桃園縣立興南國民中學。
- 2014年：12月25日，因應桃園縣升格改制為直轄市，更名為桃園市立興南國民中學。
- 2024年：新校區於2024年4月11日舉行動土儀式。[2]
- 2026年：因桃園國際機場聯外捷運系統建設A21車站周邊土地開發計畫，預計2027年正式遷入至新校區上課，並改名為環北國中，原舊校區規劃為中壢殯葬園區機關用地。

## 歷任校長
| 任期 | 姓名       | 任職日期   | 離職日期   | 備註                                                         |
| ---- | ---------- | ---------- | ---------- | ------------------------------------------------------------ |
| 1    | 汪慧佛先生 | 1971年8月  | 1977年2月  | 原苗栗縣立獅潭國民中學校長轉任，調任台灣省教育廳。           |
| 2    | 張積祥先生 | 1977年2月  | 1979年11月 | 原臺北縣立積穗國民中學校長轉任。                             |
| 3    | 江德茂先生 | 1979年11月 | 1986年8月  | 原桃園縣立觀音國民中學校長轉任，調任桃園縣立中壢國民中學。   |
| 4    | 顏世偉先生 | 1986年7月  | 1998年7月  | 原桃園縣立仁美國民中學校長轉任，任滿退休。                   |
| 5    | 洪靜芳女士 | 1998年8月  | 2005年7月  | 原桃園縣立大坡國民中學校長轉任，調任桃園縣立過嶺國民中學。   |
| 6    | 李瑞琦女士 | 2005年8月  | 2010年7月  | 原桃園縣立平鎮國民中學教務主任升任，任內退休。               |
| 7    | 李春芳女士 | 2010年8月  | 2012年7月  | 原桃園縣立龍岡國民中學附設補習學校主任升任，任內退休。       |
| 8    | 張美玲女士 | 2012年8月  | 2014年7月  | 原桃園縣立東興國民中學附設補習學校主任升任，任內退休。       |
| 9    | 蘇彥瑜女士 | 2014年8月  | 2022年7月  | 原桃園縣立迴龍國民中小學校長轉任，調任桃園市立平南國民中學。 |
| 10   | 林永河先生 | 2022年8月  | 現任       | 原桃園市立八德國民中學校長轉任。                             |

## 學區
興南里、興國里、興平里、水尾里、金華里、新街里、興和里、忠福里、幸福里、永福里、忠義里（第1－5、11－12鄰）【為興南、內壢國中共同學區】、仁義里（第12－22鄰）。

## 學校方針
分為近期的發展目標及長期的未來願景。

### 目標
依興南國中學校總體課程計劃，將努力發展「包容、尊重、關懷、多元、民主開放、卓越的學校文化」。

### 願景
興南國中之長期願景為：
1. 培育健康、快樂，創造多元智慧，卓越有用的人才。
2. 提供安全、舒適、人性化的學習環境。
3. 孕育包容、關懷、溫馨，有人文氣息的學校氣氛。
4. 重視績效及人性化的行政領導。
5. 營造教師、家長、社區成為生命共同體的教育社區。

## 遷校之爭
長久以來，興南國中形象受到淹水、空污、噪音三大問題影響，2006年新生報到率為62%，呈下降趨勢，學區內各里里長、縣議員等均要求遷校。里長們表示，興南國中因周邊殯葬業林立，已被譏諷為「死人國中」（臺灣閩南語中，「死人」音近漢語的「興南」。）
受先天地勢不佳所困，校方指出雖裝設防洪閘門，實治標而不能治本，主管機關雖編列預算整治排水溝渠，至校園東側土地時，卻因未能取得地主同意而無法施工，致校園牆外之溝渠嚴重淤積堵塞，難以解決排水問題。 另一方面，興南國中與殯葬區緊鄰，自殯葬條例頒布、火葬場設備更新後，噪音、空污問題已有改善，惟校園中仍不時可聞告別式場的誦經聲。
桃園縣政府教育局副局長廖家春認為，遷校所需經費約在新臺幣4－10億圓間，縣府財源拮据，不易達成。 縣長朱立倫在議會答詢時則指出，經多年努力，興南國中設備、條件等改善許多，週邊殯葬業將按殯葬條例管理，以排除對學校的影響，否則因此遷校，將浪費納稅人金錢，屬捨本逐末之舉。  因此，他建議雙管齊下，淹水及噪音管理問題須解決，並責由教育局就遷校可行性、法令、成本效益等方面進行評估。朱立倫分析，興南國中學生人數未增加原因，應為交通不便及都市計畫問題造成住戶減少，但在交通改善，並進行都市計畫檢討後，朱立倫相信會有更多人入住，進而使學生人數提升。
2024年4月11日，環北國中新建校舍工程正式動工，將於2026年完工。屆時興南國中將遷至此並改名為環北國中。

## 知名校友
- 徐景文：現任桃園市議會議員

## 外部連結
- 桃園市立興南國民中學 （页面存档备份，存于）

24°58′27.60″N 121°13′35.74″E / 24.9743333°N 121.2265944°E